# Kenny Burrell
Kenny Burrell (Detroit (Michigan), 31 juli 1931) is een Amerikaans jazzgitarist. Hij is een van de weinige beroemde bebopgitaristen "van de oude garde" die nog leeft. Hij heeft een uiteenlopende verzameling genres gespeeld, hoewel altijd in de jazzhoek. Hij richtte zich uiteindelijk met name op de bebop en blues, ook gecombineerd, zoals vaak in de jazz. Zijn bekendste productie is waarschijnlijk "Midnight Blue", een van zijn ongeveer 90 eigen producties.
- Bibsys: 7037181
- Biblioteca Nacional de España: XX869492
- Bibliothèque nationale de France: cb13891997r (data)
- CiNii: DA13470288
- Gemeinsame Normdatei: 134340965
- International Standard Name Identifier: 0000 0001 1442 6449
- Library of Congress Control Number: n81071440
- Nationale Bibliotheek van Letland: 000069974
- MusicBrainz: a85b66d2-34df-4d5a-8c0d-d585b8a14ce1
- Nationale Bibliotheek van Tsjechië: ola2002158372
- Nationale Bibliotheek van Israël: 987007329602505171
- Nederlandse Thesaurus van Auteursnamen: 072998245
- Réseau des bibliothèques de Suisse occidentale: 02-A003060141
- Istituto Centrale per il Catalogo Unico: UBOV516506
- SNAC: w60g4rc6
- Système universitaire de documentation: 080757375
- Virtual International Authority File: 42024720
- WorldCat: E39PBJxx9tm7GDDTFXpH4wvrbd